# Charkiwer Staatliche Wissenschaftliche Bibliothek W. H. Korolenko

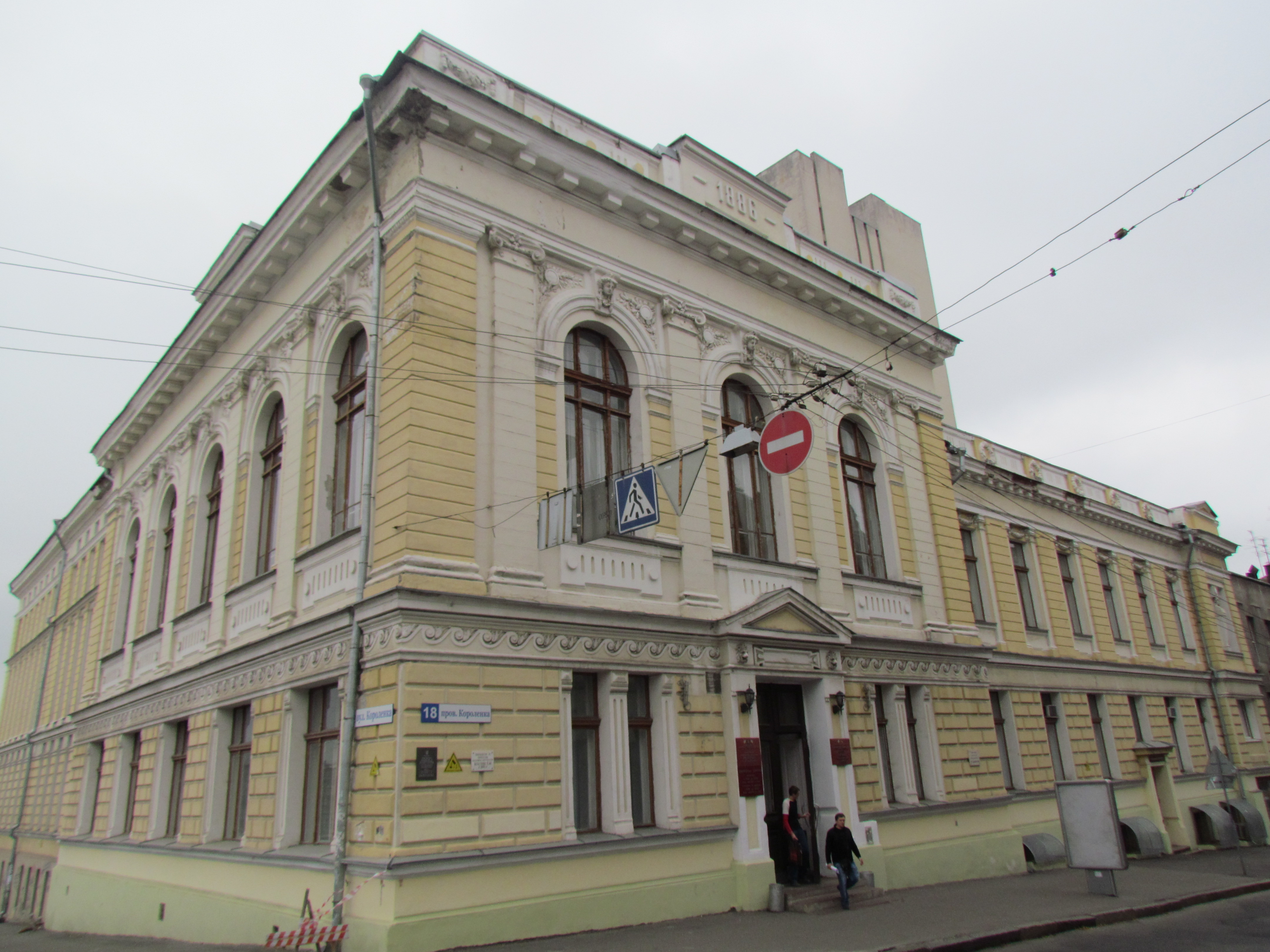
Charkiwer Staatliche Wissenschaftliche Bibliothek W. H. Korolenko (2012)

Die Charkiwer Staatliche Wissenschaftliche Bibliothek W. H. Korolenko (ukrainisch Харківська державна наукова бібліотека імені В.Г. Короленка) ist eine Bibliothek in Charkiw. Sie ist die größte Bibliothek der Stadt und hinsichtlich ihres Bibliotheksbestands die zweitgrößte der Ukraine.
Die Bibliothek wurde 1830 als Charkiwer Provinzial-Öffentliche Bibliothek gegründet. Sie arbeitete mit langen Unterbrechungen und Besitzerwechseln aufgrund ständiger materieller, personeller und anderer Probleme. In den folgenden Jahren änderten sich der Name und der Status der Bibliothek mehrmals. Während ihres Bestehens wechselte die Bibliothek mehrmals ihre Adresse. Das Gebäude, in dem sie heute untergebracht ist, wurde 1901 vom  ukrainischen Architekten Oleksij Beketow entworfen.
Im November 1922 erhielt sie gemäß dem Gesetzbuch über das öffentliche Bildungswesen der USSR den Status einer Staatsbibliothek und wurde zur zentralen Büchersammlung der Stadt erklärt. Sie wurde nach Wladimir Korolenko benannt. Im Zweiten Weltkrieg wurde das Gebäude der Buchhandlung beschädigt. Fast 200.000 Bücher wurden aus dem im Oktober 1941 bombardierten Hauptdepot entfernt.
Im März 2022 wurden durch die russische Bombardierung zwei Buchhandlungen, das Hauptgebäude und der Flügel, auf dem der russische Komponist Sergei Rachmaninow spielte, beschädigt.
Der Bestand der Bibliothek belief sich Anfang 2018 auf 7,2 Millionen Exemplare.